# O Mundo Segundo os Brasileiros
O Mundo Segundo os Brasileiros (inicialmente denominado Classe Turista) é um programa semanal de televisão focado em viagens, criado pela Eyeworks em parceria com a Rede Bandeirantes.

## Sinopse
Baseado no original espanhol Españoles en el mundo, a série leva o telespectador a percorrer alguns dos principais roteiros turísticos do mundo, lugares bastante conhecidos ou pouco explorados, porém repletos de descobertas e contrastes.
O programa, que é exibido em sua versão brasileira desde 2011, já visitou mais de cem lugares diferentes em mais de setenta países, apresentando detalhes de arquitetura, culinária, história, cultura e vida noturna, tendo como "guias turísticos" brasileiros que moram nesses países e conhecem os lugares e as experiências mais interessantes de cada cidade ou região visitadas.
África, Ásia, Oceania, Europa e Américas, a cada destino um novo olhar, narrado por personagens reais em tom documental e quase autobiográfico, não havendo um apresentador fixo. E a cada novo episódio, as várias facetas de uma vila, cidade ou região, com dicas, roteiros, histórias e revelações divertidas e emocionantes.

## Episódios

### 1ª temporada (2011)
| Data                    | Cidade           | País           |
| ----------------------- | ---------------- | -------------- |
| 4 de janeiro de 2011    | Jerusalém        | Israel         |
| 11 de janeiro de 2011   | Tóquio           | Japão          |
| 18 de janeiro de 2011   | Amsterdã         | Holanda        |
| 25 de janeiro de 2011   | Barcelona        | Espanha        |
| 1 de fevereiro de 2011  | Hong Kong        | Hong Kong      |
| 8 de fevereiro de 2011  | Lisboa           | Portugal       |
| 15 de fevereiro de 2011 | Roma             | Itália         |
| 22 de fevereiro de 2011 | Pequim           | China          |
| 1 de março de 2011      | Nova Iorque      | Estados Unidos |
| 15 de março de 2011     | Cidade do México | México         |

### 2ª temporada (2012)
| Data                  | Cidade  | País           |
| --------------------- | ------- | -------------- |
| 2 de janeiro de 2012  | Miami   | Estados Unidos |
| 9 de janeiro de 2012  | Londres | Inglaterra     |
| 16 de janeiro de 2012 | Berlim  | Alemanha       |

### 3ª temporada (2013-2014)
| Data                    | Cidade              | País                   |
| ----------------------- | ------------------- | ---------------------- |
| 7 de janeiro de 2013    | Taipé               | Taiwan                 |
| 14 de janeiro de 2013   | Havaí               | Estados Unidos         |
| 21 de janeiro de 2013   | Madrid              | Espanha                |
| 28 de janeiro de 2013   | Ho Chi Minh         | Vietnã                 |
| 4 de fevereiro de 2013  | Praga               | República Checa        |
| 25 de fevereiro de 2013 | Istambul            | Turquia                |
| 4 de março de 2013      | Nova Délhi          | Índia                  |
| 11 de março de 2013     | Sydney              | Austrália              |
| 18 de março de 2013     | Dubai               | Emirados Árabes Unidos |
| 25 de março de 2013     | Cancún              | México                 |
| 1 de abril de 2013      | Paris               | França                 |
| 8 de abril de 2013      | San Francisco       | Estados Unidos         |
| 15 de abril de 2013     | Buenos Aires        | Argentina              |
| 22 de abril de 2013     | Santiago            | Chile                  |
| 29 de abril de 2013     | Tel Aviv            | Israel                 |
| 6 de maio de 2013       | Lima                | Peru                   |
| 13 de maio de 2013      | Los Angeles         | Estados Unidos         |
| 20 de maio de 2013      | Amã                 | Jordânia               |
| 27 de maio de 2013      | Las Vegas           | Estados Unidos         |
| 3 de junho de 2013      | Cidade do Cabo      | África do Sul          |
| 10 de junho de 2013     | Luanda              | Angola                 |
| 17 de junho de 2013     | Moscou              | Rússia                 |
| 24 de junho de 2013     | Singapura           | Singapura              |
| 1 de julho de 2013      | Estocolmo           | Suécia                 |
| 8 de julho de 2013      | Bangkok             | Tailândia              |
| 15 de julho de 2013     | Oslo                | Noruega                |
| 22 de julho de 2013     | Atenas              | Grécia                 |
| 29 de julho de 2013     | Copenhague          | Dinamarca              |
| 5 de agosto de 2013     | Budapeste           | Hungria                |
| 12 de agosto de 2013    | San Diego           | Estados Unidos         |
| 19 de agosto de 2013    | Aruba               | Aruba                  |
| 26 de agosto de 2013    | Texas               | Estados Unidos         |
| 2 de setembro de 2013   | Bogotá              | Colômbia               |
| 9 de setembro de 2013   | Toronto             | Canadá                 |
| 16 de setembro de 2013  | Maputo              | Moçambique             |
| 23 de setembro de 2013  | Nairóbi             | Quênia                 |
| 30 de setembro de 2013  | Chicago             | Estados Unidos         |
| 7 de outubro de 2013    | Ibiza               | Espanha                |
| 14 de outubro de 2013   | Dublin              | Irlanda                |
| 21 de outubro de 2013   | Munique             | Alemanha               |
| 28 de outubro de 2013   | Edimburgo           | Escócia                |
| 4 de novembro de 2013   | Seul                | Coreia do Sul          |
| 11 de novembro de 2013  | Melbourne           | Austrália              |
| 18 de novembro de 2013  | Xangai              | China                  |
| 25 de novembro de 2013  | Belgrado            | Sérvia                 |
| 2 de dezembro de 2013   | Auckland            | Nova Zelândia          |
| 9 de dezembro de 2013   | Helsinque e Tallinn | Finlândia e Estônia    |
| 16 de dezembro de 2013  | Costa Azul          | França e Mônaco        |
| 23 de dezembro de 2013  | Montevideu          | Uruguai                |
| 30 de dezembro de 2013  | Palermo             | Itália                 |
| 6 de janeiro de 2014    | Porto               | Portugal               |
| 13 de janeiro de 2014   | Assunção            | Paraguai               |
| 20 de janeiro de 2014   | Sevilha             | Andaluzia              |
| 27 de janeiro de 2014   | Cidade do México    | México                 |

### 4ª temporada (2014)
| Data                   | Cidade           | País           |
| ---------------------- | ---------------- | -------------- |
| 29 de abril de 2014    | Viena            | Áustria        |
| 5 de maio de 2014      | San José         | Costa Rica     |
| 13 de maio de 2014     | Valeta           | Malta          |
| 20 de maio de 2014     | Marrakech        | Marrocos       |
| 27 de maio de 2014     | Manila           | Filipinas      |
| 3 de junho de 2014     | Macau            | Macau          |
| 10 de junho de 2014    | Praia            | Cabo Verde     |
| 15 de julho de 2014    | Tóquio           | Japão          |
| 22 de julho de 2014    | Mumbai           | Índia          |
| 29 de julho de 2014    | Cidade do Panamá | Panamá         |
| 6 de agosto de 2014    | Bali             | Indonésia      |
| 12 de agosto de 2014   | Nova Orleães     | Estados Unidos |
| 19 de agosto de 2014   | Kuala Lumpur     | Malásia        |
| 28 de agosto de 2014   | Nova Iorque      | Estados Unidos |
| 2 de setembro de 2014  | Berlim           | Alemanha       |
| 11 de setembro de 2014 | Hong Kong        | Hong Kong      |
| 18 de setembro de 2014 | Londres          | Inglaterra     |

### 5ª temporada (2015)
| Data                    | Cidade                     | País                 |
| ----------------------- | -------------------------- | -------------------- |
| 3 de fevereiro de 2015  | Barcelona                  | Espanha              |
| 10 de fevereiro de 2015 | Beirute                    | Líbano               |
| 24 de fevereiro de 2015 | Amsterdã                   | Holanda              |
| 3 de março de 2015      | Milão                      | Itália               |
| 10 de março de 2015     | Jerusalém                  | Israel               |
| 17 de março de 2015     | Medellín                   | Colômbia             |
| 24 de março de 2015     | Zurique                    | Suíça                |
| 31 de março de 2015     | Quito                      | Equador              |
| 7 de abril de 2015      | Vancouver                  | Canadá               |
| 14 de abril de 2015     | Seattle                    | Estados Unidos       |
| 21 de abril de 2015     | Bruxelas                   | Bélgica              |
| 1 de maio de 2015       | Washington                 | Estados Unidos       |
| 8 de maio de 2015       | Christchurch               | Nova Zelândia        |
| 15 de maio de 2015      | Istambul                   | Turquia              |
| 22 de maio de 2015      | Guadalajara                | México               |
| 29 de maio de 2015      | Brisbane                   | Austrália            |
| 5 de junho de 2015      | Guatemala                  | Guatemala            |
| 12 de junho de 2015     | Nápoles                    | Itália               |
| 19 de junho de 2015     | Punta Cana e Santo Domingo | República Dominicana |
| 26 de junho de 2015     | Pula                       | Croácia              |
| 3 de julho de 2015      | País Basco                 | Espanha              |
| 10 de julho de 2015     | Sarajevo                   | Bósnia e Herzegovina |
| 17 de julho de 2015     | Kyoto                      | Japão                |
| 31 de julho de 2015     | Túnis e Djerba             | Tunísia              |
| 14 de agosto de 2015    | Bergen e Stavanger         | Noruega              |
| 28 de agosto de 2015    | Pretória e Joanesburgo     | África do Sul        |
| 18 de setembro de 2015  | Reykjavík                  | Islândia             |
| 25 de setembro de 2015  | Varsóvia                   | Polônia              |
| 9 de outubro de 2015    | Nice                       | França               |
| 23 de outubro de 2015   | Bratislava                 | Eslováquia           |
| 6 de novembro de 2015   | Ilha da Madeira            | Portugal             |
| 20 de novembro de 2014  | Orlando                    | Estados Unidos       |
| 4 de dezembro de 2014   | La Paz                     | Bolívia              |
| 18 de dezembro de 2015  | Calcutá                    | Índia                |
| 25 de dezembro de 2015  | Frankfurt                  | Alemanha             |

### 6ª temporada (2016)
| Data                   | Cidade              | País                |
| ---------------------- | ------------------- | ------------------- |
| 18 de março de 2016    | Tanzânia            | Tanzânia            |
| 25 de março de 2016    | Patagônia           | Argentina e Chile   |
| 1 de abril de 2016     | Caracas             | Venezuela           |
| 22 de abril de 2016    | Cusco               | Peru                |
| 13 de maio de 2016     | São Tomé e Príncipe | São Tomé e Príncipe |
| 3 de junho de 2016     | Sevilha             | Espanha             |
| 24 de junho de 2016    | Manchester          | Inglaterra          |
| 15 de julho de 2016    | Memphis             | Estados Unidos      |
| 5 de agosto de 2016    | Provença            | França              |
| 26 de agosto de 2016   | Glasgow             | Escócia             |
| 16 de setembro de 2016 | Sicília             | Itália              |
| 7 de outubro de 2016   | Filadélfia          | Estados Unidos      |
| 28 de outubro de 2016  | Okinawa             | Japão               |

### 7ª temporada (2017)
| Data               | Cidade  | País          |
| ------------------ | ------- | ------------- |
| 9 de junho de 2017 | Cardiff | País de Gales |

### Reprises
| Data                    | Cidade                     | País                 |
| ----------------------- | -------------------------- | -------------------- |
| 23 de janeiro de 2012   | Hong Kong                  | Hong Kong            |
| 30 de janeiro de 2012   | Tóquio                     | Japão                |
| 6 de fevereiro de 2012  | Barcelona                  | Espanha              |
| 13 de fevereiro de 2012 | Lisboa                     | Portugal             |
| 27 de fevereiro de 2012 | Pequim                     | China                |
| 6 de março de 2012      | Roma                       | Itália               |
| 18 de fevereiro de 2013 | Miami                      | Estados Unidos       |
| 19 de junho de 2013     | Paris                      | França               |
| 3 de Fevereiro de 2014  | Praga                      | República Checa      |
| 10 de fevereiro de 2014 | Copenhague                 | Dinamarca            |
| 17 de fevereiro de 2014 | Moscou                     | Rússia               |
| 24 de fevereiro de 2014 | Texas                      | Estados Unidos       |
| 10 de março de 2014     | Maputo                     | Moçambique           |
| 17 de março de 2014     | Ibiza                      | Espanha              |
| 24 de março de 2014     | Edimburgo                  | Escócia              |
| 31 de março de 2014     | Seul                       | Coreia do Sul        |
| 7 de abril de 2014      | Dublin                     | Irlanda              |
| 14 de abril de 2014     | Las Vegas                  | Estados Unidos       |
| 21 de abril de 2014     | Belgrado                   | Sérvia               |
| 25 de setembro de 2014  | San José                   | Costa Rica           |
| 2 de outubro de 2014    | Manila                     | Filipinas            |
| 9 de outubro de 2014    | Valeta                     | Malta                |
| 16 de outubro de 2014   | Tóquio                     | Japão                |
| 23 de outubro de 2014   | Bali                       | Indonésia            |
| 28 de outubro de 2014   | Marrakech                  | Marrocos             |
| 4 de novembro de 2014   | Nova Iorque                | Estados Unidos       |
| 11 de novembro de 2014  | Berlim                     | Alemanha             |
| 18 de novembro de 2014  | Cidade do Panamá           | Panamá               |
| 25 de novembro de 2014  | Hong Kong                  | Hong Kong            |
| 2 de dezembro de 2014   | Nova Orleães               | Estados Unidos       |
| 9 de dezembro de 2014   | Londres                    | Inglaterra           |
| 16 de dezembro de 2014  | Kuala Lumpur               | Malásia              |
| 23 de dezembro de 2014  | Mumbai                     | Índia                |
| 30 de dezembro de 2014  | Assunção                   | Paraguai             |
| 6 de janeiro de 2015    | Viena                      | Áustria              |
| 13 de janeiro de 2015   | Macau                      | Macau                |
| 20 de janeiro de 2015   | Cancún e Cidade do México  | México               |
| 27 de janeiro de 2015   | Praia                      | Cabo Verde           |
| 3 de fevereiro de 2015  | Andaluzia                  | Espanha              |
| 10 de fevereiro de 2015 | Dublin                     | Irlanda              |
| 17 de fevereiro de 2015 | Porto                      | Portugal             |
| 24 de fevereiro de 2015 | Moscou                     | Rússia               |
| 3 de março de 2015      | Texas                      | Estados Unidos       |
| 24 de julho de 2015     | Londres                    | Inglaterra           |
| 6 de agosto de 2015     | Cidade do Panamá           | Panamá               |
| 21 de agosto de 2015    | Quito                      | Equador              |
| 4 de setembro de 2015   | Zurique                    | Suíça                |
| 11 de setembro de 2015  | Istambul                   | Turquia              |
| 2 de outubro de 2015    | Christchurch               | Nova Zelândia        |
| 16 de outubro de 2015   | Guadalajara                | México               |
| 30 de outubro de 2015   | Brisbane                   | Austrália            |
| 13 de novembro de 2015  | Bruxelas                   | Bélgica              |
| 27 de novembro de 2015  | Nápoles                    | Itália               |
| 11 de dezembro de 2015  | País Basco                 | Espanha              |
| 1 de janeiro de 2016    | Vancouver                  | Canadá               |
| 8 de janeiro de 2016    | Pula                       | Croácia              |
| 15 de janeiro de 2016   | Kyoto                      | Japão                |
| 22 de janeiro de 2016   | Bergen e Stavanger         | Noruega              |
| 29 de janeiro de 2016   | Sarajevo                   | Bósnia e Herzegovina |
| 12 de fevereiro de 2016 | Reykjavík                  | Islândia             |
| 19 de fevereiro de 2016 | Varsóvia                   | Polônia              |
| 26 de fevereiro de 2016 | Ilha da Madeira            | Portugal             |
| 4 de março de 2016      | Seattle                    | Estados Unidos       |
| 11 de março de 2016     | Guatemala                  | Guatemala            |
| 8 de abril de 2016      | Nice                       | França               |
| 15 de abril de 2016     | Washington                 | Estados Unidos       |
| 29 de abril de 2016     | Punta Cana e Santo Domingo | República Dominicana |
| 6 de maio de 2016       | Túnis e Djerba             | Tunísia              |
| 20 de maio de 2016      | Medellín                   | Colômbia             |
| 27 de maio de 2016      | Orlando                    | Estados Unidos       |
| 10 de junho de 2016     | Pula                       | Croácia              |
| 17 de junho de 2016     | Vancouver                  | Canadá               |
| 1 de julho de 2016      | Sarajevo                   | Bósnia e Herzegovina |
| 8 de julho de 2016      | Kyoto                      | Japão                |
| 22 de julho de 2016     | Nápoles                    | Itália               |
| 29 de julho de 2016     | Bergen e Stavanger         | Noruega              |
| 2 de setembro de 2016   | Reykjavík                  | Islândia             |
| 9 de setembro de 2016   | Varsóvia                   | Polônia              |
| 23 de setembro de 2016  | Seattle                    | Estados Unidos       |
| 30 de setembro de 2016  | Guatemala                  | Guatemala            |
| 14 de outubro de 2016   | Quito                      | Equador              |
| 21 de outubro de 2016   | Pretória e Joanesburgo     | África do Sul        |
| 4 de novembro de 2016   | Bratislava                 | Eslováquia           |
| 11 de novembro de 2016  | La Paz                     | Bolívia              |
| 18 de novembro de 2016  | Washington                 | Estados Unidos       |
| 25 de novembro de 2016  | Calcutá                    | Índia                |
| 2 de dezembro de 2016   | Frankfurt                  | Alemanha             |
| 9 de dezembro de 2016   | Tanzânia                   | Tanzânia             |
| 16 de dezembro de 2016  | Ilha da Madeira            | Portugal             |
| 23 de dezembro de 2016  | Bruxelas                   | Bélgica              |
| 30 de dezembro de 2016  | Cusco                      | Peru                 |
| 6 de janeiro de 2017    | Caracas                    | Venezuela            |
| 13 de janeiro de 2017   | São Tomé e Príncipe        | São Tomé e Príncipe  |
| 20 de janeiro de 2017   | Sevilha                    | Espanha              |
| 27 de janeiro de 2017   | Manchester                 | Inglaterra           |
| 3 de fevereiro de 2017  | Sicília                    | Itália               |
| 10 de fevereiro de 2017 | Provença                   | França               |
| 17 de fevereiro de 2017 | Glasgow                    | Escócia              |
| 3 de março de 2017      | Memphis                    | Estados Unidos       |
| 10 de março de 2017     | Patagônia                  | Argentina e Chile    |
| 17 de março de 2017     | Okinawa                    | Japão                |
| 24 de março de 2017     | Filadélfia                 | Estados Unidos       |
| 31 de março de 2017     | Tanzânia                   | Tanzânia             |
| 7 de abril de 2017      | Ilha da Madeira            | Portugal             |
| 14 de abril de 2017     | Kyoto                      | Japão                |
| 21 de abril de 2017     | Vancouver                  | Canadá               |
| 28 de abril de 2017     | Nápoles                    | Itália               |
| 5 de maio de 2017       | Cusco                      | Peru                 |
| 12 de maio de 2017      | Varsóvia                   | Polônia              |
| 19 de maio de 2017      | Washington                 | Estados Unidos       |
| 26 de maio de 2017      | Túnis e Djerba             | Tunísia              |
| 2 de junho de 2017      | Punta Cana e Santo Domingo | República Dominicana |
| 16 de junho de 2017     | Medellín                   | Colômbia             |
| 23 de junho de 2017     | Seattle                    | Estados Unidos       |
| 30 de junho de 2017     | Reykjavík                  | Islândia             |
| 7 de julho de 2017      | Guatemala                  | Guatemala            |
| 14 de julho de 2017     | Nice                       | França               |
| 21 de julho de 2017     | Quito                      | Equador              |
| 28 de julho de 2017     | Pretória e Joanesburgo     | África do Sul        |
| 4 de agosto de 2017     | Pula                       | Croácia              |
| 11 de agosto de 2017    | La Paz                     | Bolívia              |
| 18 de agosto de 2017    | Bratislava                 | Eslováquia           |
| 25 de agosto de 2017    | Filadélfia                 | Estados Unidos       |
| 1 de setembro de 2017   | Orlando                    | Estados Unidos       |
| 8 de setembro de 2017   | Tanzânia                   | Tanzânia             |
| 15 de setembro de 2017  | Bergen e Stavanger         | Noruega              |
| 22 de setembro de 2017  | Frankfurt                  | Alemanha             |
| 29 de setembro de 2017  | Okinawa                    | Japão                |
| 6 de outubro de 2017    | Calcutá                    | Índia                |
| 13 de outubro de 2017   | Bruxelas                   | Bélgica              |
| 20 de outubro de 2017   | Patagônia                  | Argentina e Chile    |
| 27 de outubro de 2017   | Sevilha                    | Andaluzia            |
| 3 de novembro de 2017   | Manchester                 | Inglaterra           |
| 10 de novembro de 2017  | Punta Cana e Santo Domingo | República Dominicana |
| 17 de novembro de 2017  | Memphis                    | Estados Unidos       |
| 24 de novembro de 2017  | São Tomé e Príncipe        | São Tomé e Príncipe  |
| 1 de dezembro de 2017   | Glasgow                    | Escócia              |
| 8 de dezembro de 2017   | Caracas                    | Venezuela            |
| 15 de dezembro de 2017  | Vancouver                  | Canadá               |
| 22 de dezembro de 2017  | Varsóvia                   | Polônia              |
| 29 de dezembro de 2017  | Orlando                    | Estados Unidos       |

### Compactos, reprises e novos episódios
A partir do dia 3 de fevereiro começou a ser exibida a quinta temporada do programa, gravada em 2015, com episódios precedidos de reprises.
Neste dia foi exibido um novo episódio sobre Barcelona. No dia 10 de fevereiro de 2015 foi exibida uma reprise em compacto do episódio sobre Dublin, junto a um compacto de episódio inédito sobre Beirute. No dia 17 de fevereiro foi reprisado integralmente o episódio sobre a cidade do Porto e no dia 24 de fevereiro foram exibidos episódios compactos de Moscou, como reprise, e Amsterdã,em episódio inédito. Em 3 de março são exibidos episódio inédito sobe Milão e compacto reprise do Texas. No dia 10 de março de 2015 foi exibido um novo episódio solo sobre a cidade de Jerusalém.
Desde então passaram a ser exibidos apenas episódios-solo inéditos. No dia 15 de maio foi exibido um novo episódio sobre a cidade turca de Istambul. No dia 24 de julho de 2015 foi reprisado o episódio sobre Londres, que fora exibido no final da 4ª temporada. Em 7 de agosto do mesmo ano foi reprisado pela segunda vez o episódio sobre a Cidade do Panamá, no país homônimo. No dia 21 do mesmo mês foi reprisado o episódio sobre Quito.
Devido à programação de carnaval da emissora, não houve exibição de episódio em 5 de fevereiro de 2016. Em 18 de março de 2016 teve início a 6.ª temporada do programa,
com episódios inéditos, começando com várias cidades e vilarejos na Tanzânia.
Durante os Jogos Olímpicos de Verão de 2016, no Brasil, não foram exibidos episódios de O Mundo Segundo os Brasileiros nos dias 12 e 19 de agosto, voltando as exibições normais ao final dos Jogos Olímpicos, em 26 de agosto, com episódio inédito sobre Glasgow. Desde então, o programa vem alternando episódios inéditos com reprises exibidas desde as primeiras temporadas. Não houve exibição de episódio no dia 24 de fevereiro de 2017 devido às transmissões do carnaval.
Em 09 de junho de 2017 foi exibido o episódio inédito sobre Cardiff, a capital e principal cidade do País de Gales, nação integrante do Reino Unido. 

### Retorno
Após oito anos do encerramento da oitava temporada, o programa voltou a ser produzido pela Band em seu formato original e sendo transferido para as sextas-feiras na faixa de linha de shows, reestreando no dia 7 de março de 2025.

### Nação e País
Para esta página sobre o programa  O Mundo Segundo os Brasileiros, as cidades estão indicadas como pertencentes às nações nas quais ficam localizadas, quando esta região é tão ou mais conhecida que o próprio país à qual pertence, e não ao país mais amplamente conhecido. Por esta razão, a cidade de Londres, por exemplo, que muitos sabem ficar no Reino Unido é apresentada como pertencente à Inglaterra; E Macau, costumeiramente associada à República Popular da China, é apresentada apenas como pertencente a Macau.

### Versões Semelhantes
| País      | Nome                                                              | Estreia                 | Rede de TV        |
| --------- | ----------------------------------------------------------------- | ----------------------- | ----------------- |
| Espanha   | Madrilenhos pelo Mundo (Versão original predecessora da franquia) | 1 de abril de 2005      | Telemadrid        |
| Espanha   | Espanhois pelo Mundo (Versão original da franquia)                | 23 de fevereiro de 2009 | New Atlantis/RTVE |
| México    | Mexicanos en el Extranjero                                        | 14 de julho de 2010     | Canal 11          |
| Argentina | Classe Turista: O Mundo Segundo os Argentinos                     | 21 de setembro de 2010  | Telefe            |
| Brasil    | O Mundo Segundo os Brasileiros                                    | 4 de janeiro de 2011    | Rede Bandeirantes |
| Chile     | Classe Turista: O Mundo Segundo os Chilenos                       | 9 de janeiro de 2011    | TVN               |
| Portugal  | Portugueses pelo Mundo                                            | 19 de junho de 2011     | RTP1              |